# ザ・フライデー
『ザ・フライデー』は、2004年4月9日から2006年3月31日まで茨城放送（現在のLuckyFM茨城放送）で放送していたワイド番組。放送時間は毎週金曜日の 16:00 - 17:55 （日本標準時）。

## 概要
パーソナリティは田辺昭雄、ニュース担当は木村さおり（いずれも当時茨城放送アナウンサー）。
番組の終了後、田辺は月曜 - 金曜朝のワイド番組『田辺昭雄のちょいマジらじお』を担当した。

## タイムテーブル
- 16:00 オープニング
- 16:03 朝日新聞ニュースヘッドライン
- 16:06 茨城新聞ニュースヘッドライン
- 16:09 IBS[1]交通情報
- 16:20 おしごと情報局
- 16:25 健康ワンポイント
- 16:30 テレマートラジオショッピング
- 16:40 首都圏ハイウェイ情報
- 16:42 週刊天気予報
- 16:45 エンタメ・フライデー
- 17:00 朝日新聞ニュースヘッドライン
- 17:03 週刊誌 これは何だ！
- 17:06 IBS交通情報
- 17:10 茨城 ななめ読み
- 17:24 IBS交通情報
- 17:27 ウェザー・トピックス
- 17:30 ニュースフラッシュ
- 17:41 移動採血車情報
- 17:45 IBS交通情報
- 17:48 きょうの一曲
- 17:51 エンディング